# Bhiwandi
Bhiwandi (بھونڈی in urdu) è una suddivisione dell'India, classificata come municipal corporation, di 598.703 abitanti, situata nel distretto di Thane, nello stato federato del Maharashtra. In base al numero di abitanti la città rientra nella classe I (da 100.000 persone in su).
Situata 50 km a nord-est di Mumbai, è parte integrante della corporazione municipale di Bhiwandi-Nizampur, che costituisce un'unica amministrazione comunale. Bhiwandi è famosa per le sue industrie tessili.

## Geografia fisica
La città è situata a 19° 18' 0 N e 73° 4' 0 E e ha un'altitudine di 23 m s.l.m..

## Società

### Evoluzione demografica
Al censimento del 2001 la popolazione di Bhiwandi assommava a 598.703 persone, delle quali 367.858 maschi e 230.845 femmine. I bambini di età inferiore o uguale ai sei anni assommavano a 82.978, dei quali 42.800 maschi e 40.178 femmine. Infine, coloro che erano in grado di saper almeno leggere e scrivere erano 393.996, dei quali 263.648 maschi e 130.348 femmine.